# Straßenbahn Celle

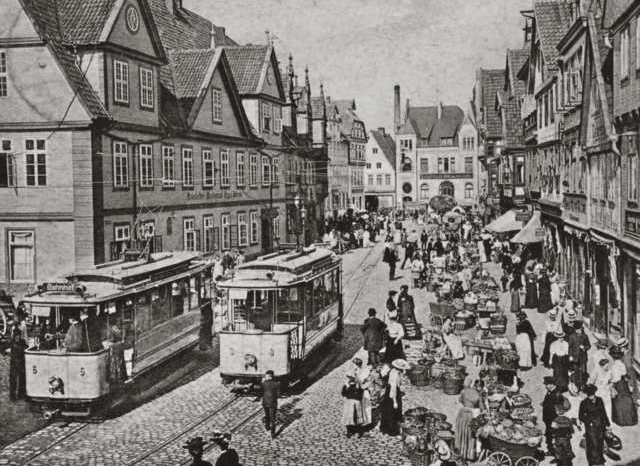
Begegnung zweier Triebwagen auf der Ausweiche vor dem Alten Rathaus, vor 1912

Die Straßenbahn Celle war zwischen 1907 und 1956 das Rückgrat des öffentlichen Personennahverkehrs in der niedersächsischen Stadt Celle. Zuständiges Verkehrsunternehmen war die Celler Straßenbahn GmbH, die auch für den ab 1935 eingeführten Omnibusverkehr zuständig war. Am 29. September 2002 hat die Gesellschaft mit zwei weiteren Busunternehmen die CeBus gegründet, die seitdem den öffentlichen Personennahverkehr abseits der Schiene im Landkreis Celle organisiert.

## Gründung

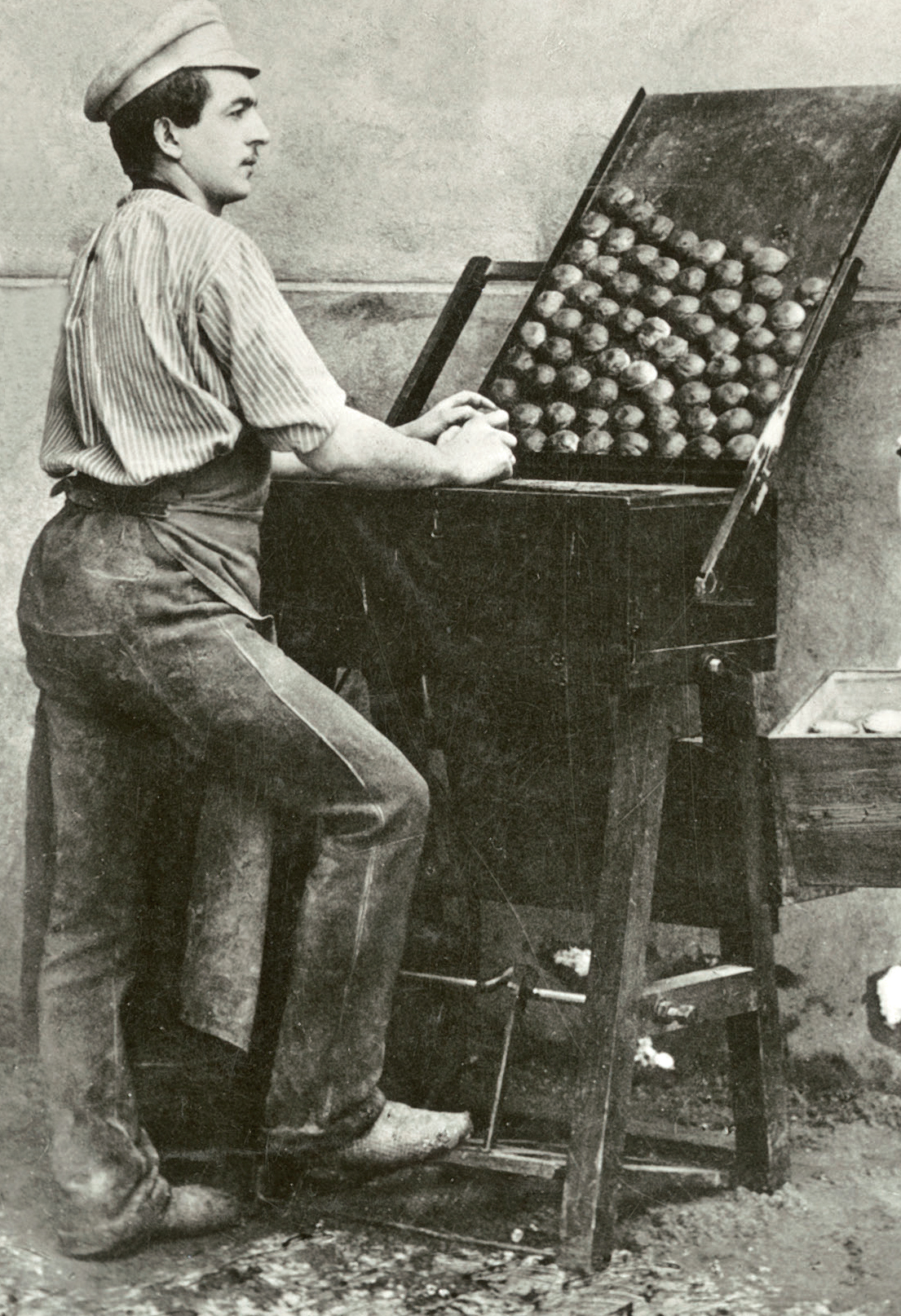
Harry Trüller, einer der Gründer der Celler Straßenbahn

Die Geschichte des öffentlichen Personennahverkehrs in Celle begann im Jahr 1900, als erstmals ein privater Pferdeomnibus in der Stadt verkehrte. Da der Bahnhof etwa zwei Kilometer von der Stadtmitte entfernt lag und aufgrund steigender Einwohnerzahlen innerhalb des erweiterten Stadtgebietes die Verkehrsbedürfnisse größer wurden, beschlossen Bürger der Stadt 1903, eine Straßenbahnkommission zu gründen. Unter ihnen war auch der Unternehmer und spätere Senator Harry Trüller. Am 21. Mai 1905 wurde die Celler Straßenbahn GmbH durch 79 Bürger gegründet. Am 3. Oktober des gleichen Jahres erhielt diese Gesellschaft die benötigte Konzession zum Bau einer Straßenbahn. Das Geld für den Bau wurde von der Stadt Celle und der Gesellschaft zu gleichen Teilen bereitgestellt. Die Stadt ließ die Meterspurgleise und die Oberleitung bauen, die Gesellschaft errichtete das Straßenbahndepot und stellte das Wagenmaterial. Am 1. November 1907 ging die Bahn, nachdem sie die Betriebserlaubnis für die Dauer von 100 Jahren erhalten hatte, mit drei Fahrzeugen auf einem 3,8 Kilometer langen Netz aus zwei Linien in Betrieb.

## Betrieb
Die Strecke führte vom Bahnhof über dem Markt in der Altstadt bis zum Depot Berggarten. Vom Markt führte eine Zweigstrecke zum Kreis im Südosten der Altstadt. Es gab eine rote (Neustadt–Berggarten) und eine grüne Linie (Bahnhof–Kreis). 1913 wurde die Strecke um einige hundert Meter von der bisherigen Endstelle in der Straße Neustadt über die Fuhse bis zum Waldrand des Neustädter Holz verlängert. Am 23. November 1924 kam eine Verlängerung vom Depot bis zum Friedhof in der Lüneburger Heerstraße und am 10. Juni 1928 aus der Altstadt bis zur Blumläger Kirche hinzu. Mit 6,27 Kilometer Streckenlänge hatte die Bahn 1928 ihre größte Ausdehnung erreicht. Die Strecken waren eingleisig, wiesen mehrere Ausweichen auf und wurden mit fünf Triebwagen im Einmannbetrieb (ohne Schaffner) befahren. Der Ein- und Ausstieg erfolgte vorn, der Fahrer konnte durch einen Spiegel die Entrichtung des Fahrgeldes in eine Zahlkasten kontrollieren. In späteren Jahren wurden vom Fahrer auch Fahrscheine ausgegeben.
Durch die Sperrung der Strecke zum Neustädter Holz ab dem 1. August 1921, die durch einen Neubau der Eisenbahnunterführung am Bahnhof bedingt war, kam es zu einem erheblichen Rückgang der Fahrgastzahlen. Weitere Probleme traten während der Inflation auf, so dass zwischen dem 1. Mai 1922 und dem 1. Juli 1924 der Betrieb ruhte. 1933 legte man den Abschnitt zwischen Depot und dem Stadtfriedhof wieder still.
Da ab den 1920er Jahren des Schienennetz nicht erweitert wurde, gab es ab 1935 den neuen Betriebszweig Omnibus. Dafür wurden bereits ab 1931 die Anlagen im Depot ausgebaut, damit es genügend Platz zur Abstellung und Wartung der Omnibusse gab. Die ersten Omnibusse fuhren ab dem 23. März 1935, sie verkehrten zwischen dem neuen Militärflugplatz bei Wietzenbruch und der Straßenbahn-Endstelle am Neustädter Holz. Bereits 1936 wurde eine Busverbindung zur Munitionsanstalt Scheuen eingerichtet. 1937 folgte eine sogenannte Stadtlinie von den Nebelkasernen über den Stadtfriedhof, der Stadtmitte und die Spörckenstraße zum Waldweg. Nach Beginn des Zweiten Weltkriegs mussten Omnibusse und Fahrer zur Wehrmacht abgegeben werden.
Während des Zweiten Weltkriegs wurden ab 1941 weibliche Schaffner beschäftigt. Zum Ende des Krieges ruhte der Betrieb zwischen dem 9. April und dem 7. August 1945. Danach verkehrte die Straßenbahn wieder, linienmäßig jedoch bis 1952 nur auf der Linie 2 zwischen Neustädter Holz und Blumläger Kirche. Das Gleis zum Berggarten war durch die Zerstörung der Allerbrücke unterbrochen; erst nach Errichtung einer hölzernen Notbrücke im Laufe des Jahres 1946 konnten die „eingeschlossenen“ Wagen vom Depot geholt werden. Während der Sperrung wurden die Triebwagen nachts in einem einfachen Holzschuppen am Neustädter Holz abgestellt. Außerdem kam es immer wieder zu Betriebsunterbrechungen wegen Wagenmangel und Stromunterbrechungen. 1951/1952 wurde die Allerbrücke durch einen Neubau ersetzt, dadurch ergab sich eine geringfügige Trassenverschiebung beim Straßenbahngleis. Ab 1952 wurden wieder beide Linien im 15-Minuten-Betrieb befahren. Bereits ab Karfreitag 1951 wurde wieder generell ohne Schaffner gefahren, auch beim Omnibusbetrieb.
Die Nutzungszahlen der Straßenbahn (und auch der Omnibusse) der Celler Straßenbahn GmbH stiegen, da die Stadt und auch deren Bevölkerungszahl von knapp 30.000 Anfang der 1930er Jahre auf rund 60.000 Einwohner Mitte der 1950er Jahre stieg, nach dem Zweiten Weltkrieg auch durch hier gebliebene Flüchtlinge aus den östlichen Gebieten des Deutschen Reiches. Die Zahl der täglich beförderten Personen lag vor dem Ersten Weltkrieg bei durchschnittlich 1500 bis 2000, zwischen den beiden Kriegen bei durchschnittlich 3000, während des Zweiten Weltkriegs bei 10.000 bis 12.000 und in der Nachkriegszeit bei 15.000.

## Einstellung

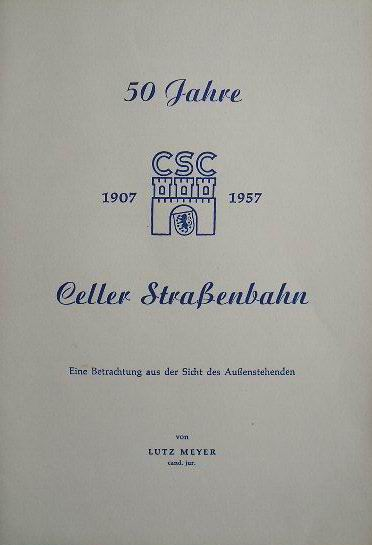
Festschrift der Celler Straßenbahn 1957

Am 14. Februar 1954 wurden die Abschnitte zwischen Markt und der Blumläger Kirche sowie zwischen der Fuhsebrücke und Neustädter Holz eingestellt. Die die Straßenbahnlinie 2 ersetzende Buslinie 2 wurde in Blumlage bis zum Galgenberg verlängert. Die stillgelegte Strecke vom Markt zum Berggarten wurde im März 1954 durch die neue Buslinie 8 ersetzt. Die Strecke vom Depot zum Markt wurde nur noch als Betriebsstrecke genutzt. Am 30. April 1955 folgte wegen Schäden bei der Bahnunterführung der Abschnitt zwischen Fuhsebrücke und Bahnhof, so dass nur noch Straßenbahn-Linienverkehr zwischen Markt und Bahnhof betrieben wurde. Am 2. Juni 1956 wurde auch diese letzte Straßenbahnstrecke stillgelegt, so dass die Celler Straßenbahn GmbH danach ausschließlich Omnibusverkehr anbot. 1957 waren es 9 Buslinien. Das Depot am Berggarten wurde 1964 aufgegeben.

## Fahrzeuge
Bei der Betriebseröffnung standen die Triebwagen (Tw) 1 bis 3 zur Verfügung, drei zweiachsige Fahrzeuge mit offenen Plattformen, die 1907 bei der Firma Busch entstanden waren. Im folgenden Jahr kamen die gleichartigen Triebwagen 4 und 5 hinzu, 1910 dann von der Fa. Bergmann die Nummer 6. Die Plattformen wurden später verglast. 1926 wurde mit Tw 7 ein etwas größerer Triebwagen von der Waggonfabrik Fuchs erworben, 1929 Tw 8 von Heine & Holländer. Im Jahr 1938 konnten von der Karlsruher Lokalbahn, die einen Teil ihres meterspurigen Wagenparks verkaufte, zwei 26 Jahre alte Triebwagen erworben werden, die die Nummern 9 und 10 erhielten. Diese Fahrzeuge waren ursprünglich Beiwagen gewesen, die man zu Triebwagen umgebaut hatte. In Celle kamen niemals Beiwagen zum Einsatz.
Tw 10 wurde 1943 nach Küstrin abgegeben, wo er den Zweiten Weltkrieg nicht überstand. 1954 wurde Tw 2 verschrottet, zwei Jahre später Tw 6, die übrigen Fahrzeuge nach der Stilllegung.

## Depot
Das Depot mit der Werkstatt befand sich am Berggarten. Aus Platzgründen wurden zwei dreigleisige Wagenhallen hintereinander angelegt. Die Zufahrt zur hinteren Halle erfolgte über eine Drehscheibe, die mit drei Meter Durchmesser die zweiachsigen Fahrzeuge nur knapp aufnehmen konnte. Besonders für die später hinzugekommenen, etwas längeren Wagen bedeutete deren Befahren „Zentimeterarbeit“. 1926 wurde ein neues Bauwerk mit vier Gleisen errichtet.